# اوموتا، فوکوئوکا
اوموتا در استان فوکوئوکا در کشور ژاپن واقع شده‌است که دارای جمعیت ۱۲۷٬۴۷۴ نفر و مساحت ۸۱٫۵۵ کیلومتر مربع با تراکم جمعیت ۱٬۵۶۳ نفر در کیلومترمربع است و در تاریخ ۱ مارس ۱۹۱۷ به عنوان شهر شناخته شد.